# Bonigel
Bonigel ist eine Dorfwüstung in der heutigen Gemarkung von Obervorschütz, einem Stadtteil von Gudensberg im nordhessischen Schwalm-Eder-Kreis.

## Geographie

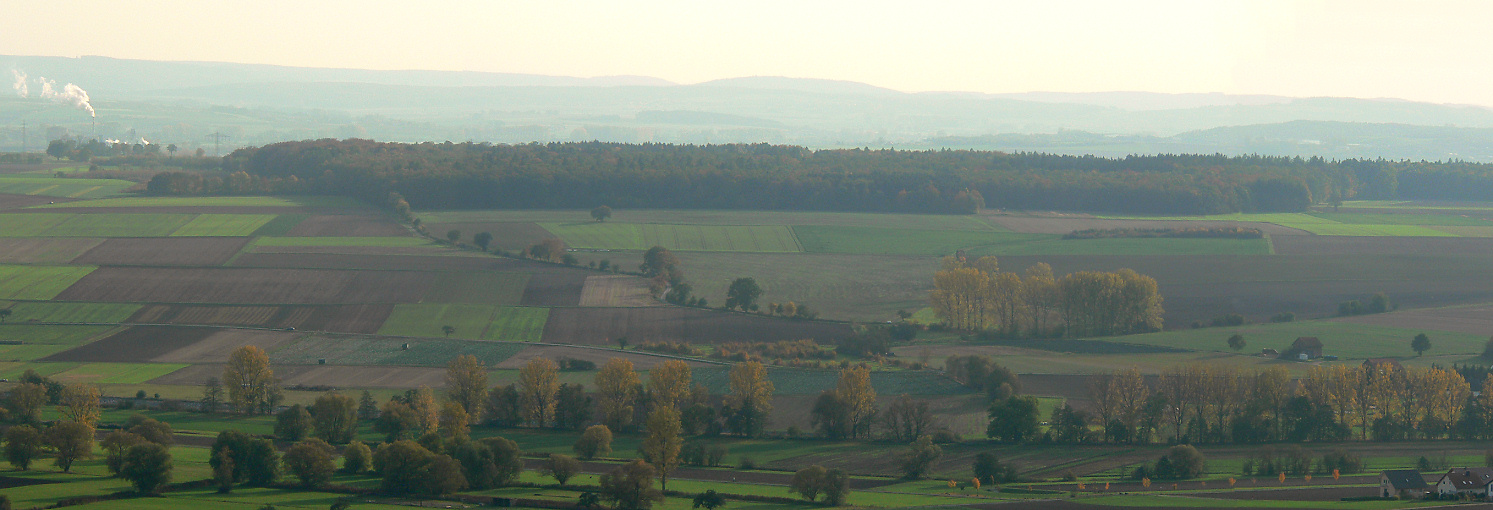
Blick von der Obernburg in Gudensberg über die Wüstung Bonigel zum Obersten Holz

Die Ortslage befand sich 6 km nordöstlich von Fritzlar, unweit südlich der heutigen Kreisstraße K 8 auf etwa 180 m ü. NHN im Tal der Ems zwischen Obervorschütz im Nordwesten, Niedervorschütz, Stadtteil von Felsberg, im Osten und dem Boner Holz im Süden, ist aber heute nur noch ungefähr zu lokalisieren. Die Flurnamen „Boner Holz“, südlich von Obervorschütz, und „Boner Feld“, westlich von Niedervorschütz, und der kleine „Bonnerbach“ erinnern an das verschwundene Dorf. Wenige hundert Meter westlich befindet sich die Quelle Breitenborn, deren Abfluss schon nach 200 m in den Bonnerbach einmündet; dieser wiederum ergießt sich nach nur insgesamt 950 m Fließstrecke unweit südöstlich von Obervorschütz in die Ems.

## Geschichte
Der Ort ist als „Bonhigelen“ im Jahre 1209 erstmals urkundlich erwähnt, als das Fritzlarer Petersstift dort Einkünfte hatte, und bestand demnach bereits seit einiger Zeit. Danach findet sich das Dorf als „Bonigel“ (1257), „Bonegel“ (1316), „Bone“ (1341), „Bonegil“ (um 1450) und „Bonygell“ (1536) in schriftlichen Zeugnissen, wird aber bereits im Jahre 1403 als Wüstung im Amt Gudensberg bezeichnet. 1496 ist noch einmal von einer Hofstatt die Rede, die vermutlich Besitz der Herren von Elben war, aber 1536 wird wiederum von einem vormaligen Dorf berichtet. Die letzte Erwähnung von „Bonsengell“ stammt aus dem Jahre 1579.
Das Dorf war landgräflich-hessisch, und verschiedene Adelsgeschlechter hatten dort im Laufe der Zeit Besitz, wobei das Petersstift in Fritzlar seinen Anteil im 14. Jahrhundert am zielstrebigsten mehrte: Verkäufe von Hufen oder Güter zu Bonigel an das Stift sind 1304, 1305, 1316, 1319 und 1342 beurkundet.
Mitte der 1950er Jahre wurde in der Nähe der Wüstung Bonigel ein kunsthistorisch wertvolles Teil eines fränkischen Wehrgehänges aufgefunden, das inzwischen als Goldener Löwenbeschlag von Obervorschütz im Fritzlarer Heimatmuseum ausgestellt ist.